# Guido von Müntz
Guido von Müntz (geboren am 2. September 1831 in Emmerich; gestorben nach 1859) war ein preußischer Verwaltungsjurist und 1859 auftragsweise Landrat des Kreises Rees.

## Leben
Der Protestant Guido von Müntz studierte als Sohn eines Kreisgerichtsrates um 1852 in Halle Rechtswissenschaften. Seite juristische Ausbildung fortsetzend, war von Müntz 1854 Auskultator in Hamm und nach seiner Referendarzeit 1856 Gerichtsreferendar. Mit dem Wechsel in den Verwaltungsdienst fand von Müntz dann ab 1857 als Regierungsreferendar bei den Königlich Preußischen Regierungen in Münster und Düsseldorf Beschäftigung. Von Düsseldorf aus wurde von Müntz vom 23. März bis zum 28. Dezember 1859 mit der Verwaltung des Kreises Rees beauftragt.